# Strangalia takeuchii
Strangalia takeuchii là một loài bọ cánh cứng trong họ Cerambycidae.